# モンテグロッソ・ダスティ
モンテグロッソ・ダスティ（伊: Montegrosso d'Asti）は、イタリア共和国ピエモンテ州アスティ県にある、人口約2,300人の基礎自治体（コムーネ）。

## 地理

### 位置・広がり
| 隣接するコムーネは以下の通り。括弧内のTOはトリノ県所属を示す。 - アリアーノ・テルメ - カステルヌオーヴォ・カルチェーア - コスティリオーレ・ダスティ - イーゾラ・ダスティ - モンベルチェッリ - モンタルド・スカランピ - ロッカ・ダラッツォ - ヴィリアーノ・ダスティ |

#### 地震分類
イタリアの地震リスク階級 (it) では、4 に分類される
。

## 行政

### 分離集落
モンテグロッソ・ダスティには、以下の分離集落（フラツィオーネ）がある。
- Basolo, Biolla, Boscogrande, Bricco Monti, Gallareto, Gorra, Messadio, Moroni, Palazzo, Santo Stefano, Tana, Valenzano, Vallumida, Giaccone